# Bausch & Lomb
La Bausch & Lomb è un'azienda americana produttrice di lenti, lenti a contatto ed altri prodotti riguardanti la vista e gli occhi, nonché apparecchi elettromedicali per oftalmologi.
È stata fondata nel 1853 a Rochester, ove ha tuttora la sua sede principale, da due immigrati tedeschi, Johann Jakob Bausch ed Henry C. Lomb.
Ha unito il suo nome ai famosissimi occhiali Ray-Ban, producendo le lenti presenti sui modelli Aviator, dalla fondazione nel 1937, alla cessione nel 1999 all'azienda italiana di montature Luxottica.
Nel 2007 è stata acquistata dalla Warburg Pincus a denominazione Bausch + Lomb.
Nel 2013 viene acquisita dalla canadese Valeant Pharmaceuticals per 8,57 miliardi di US$, che cambia poi il suo nome in Bausch Health.

## Storia

### Inizi

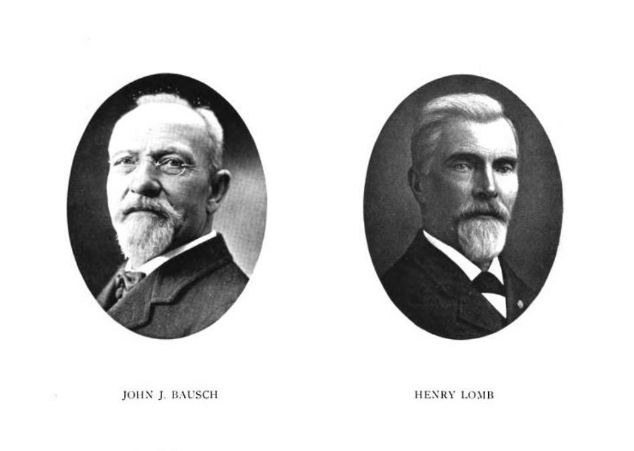
John Bausch e Henry Lomb

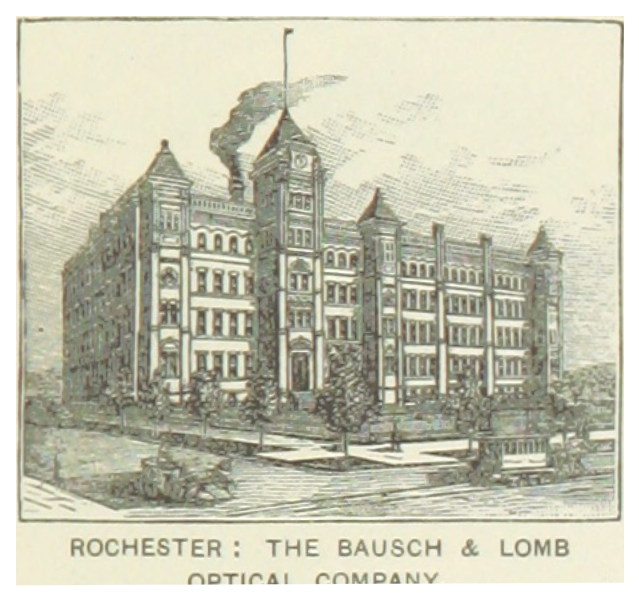
La sede a New York, Bausch & Lomb Optical Company, 1891

Nel 1853, Johann Jakob Bausch e Henry C. Lomb, entrambi tedeschi, entrano in società nel gabinetto ottico di Bausch a Rochester, New York. Nel 1861, espandono l'attività iniziando a produrre occhiali con gomma vulcanizzata.

### Crescita
Durante la guerra di secessione, il blocco commerciale causò l'aumento delle materie prime come oro e il corno per le montature degli occhiali. Aumentò di conseguenza la richiesta di prodotti Bausch & Lomb in vulcanite.
Nel 1876, Ernst Gundlach entrò nella società che iniziò a produrre microscopi. Vinsero l'anno successivo alla Philadelphia Centennial Exposition un riconoscimento. Produssero negli anni a seguire lenti fotografiche (1883), lenti per occhiali (1889), microtomi (1890), binocoli e telescopi (1893). Dal 1892 in cooperazione con la tedesca Carl Zeiss AG, anche lenti per ottica per proiettori fotografici e altro.

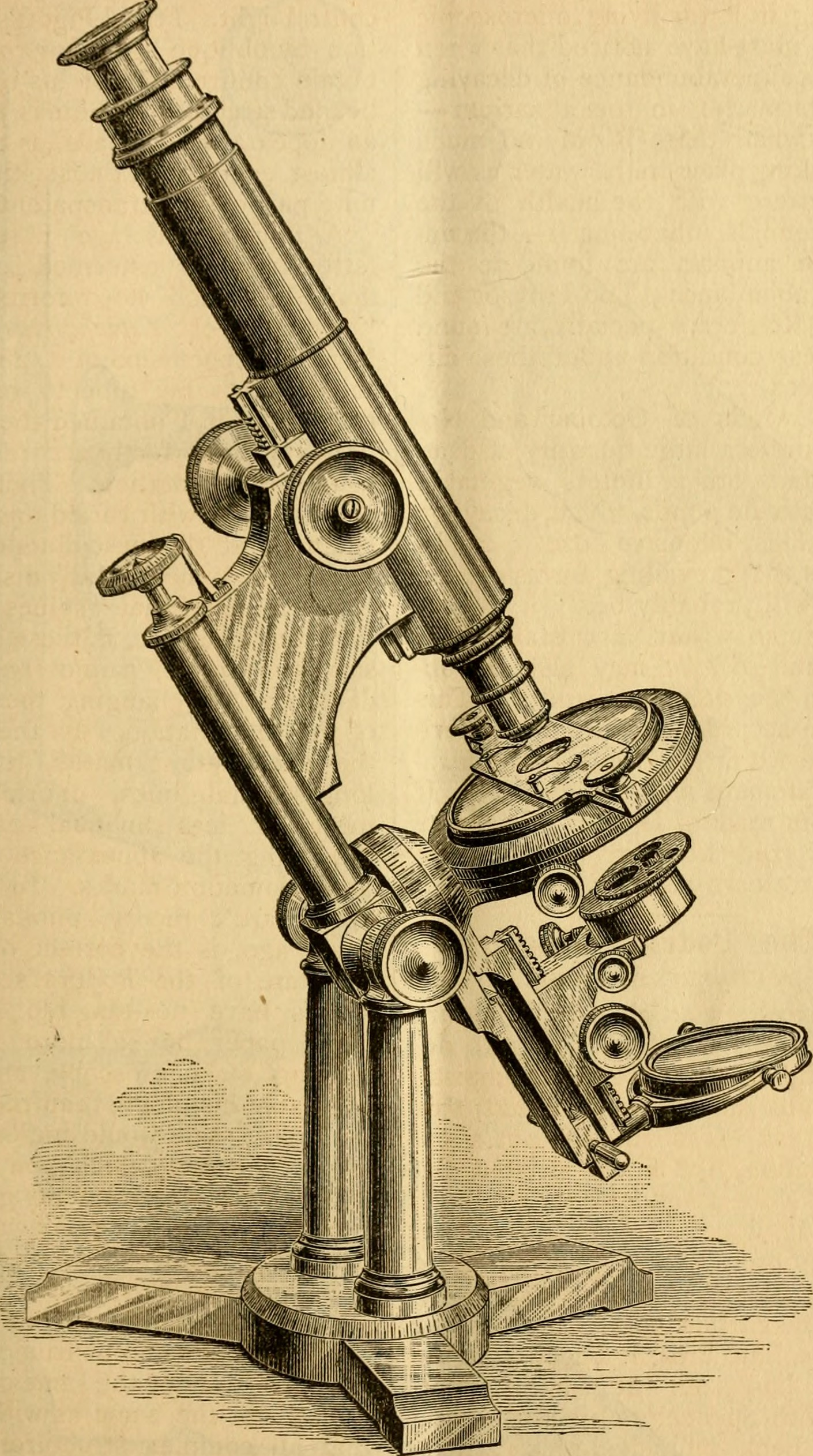
Microscopio del 1883
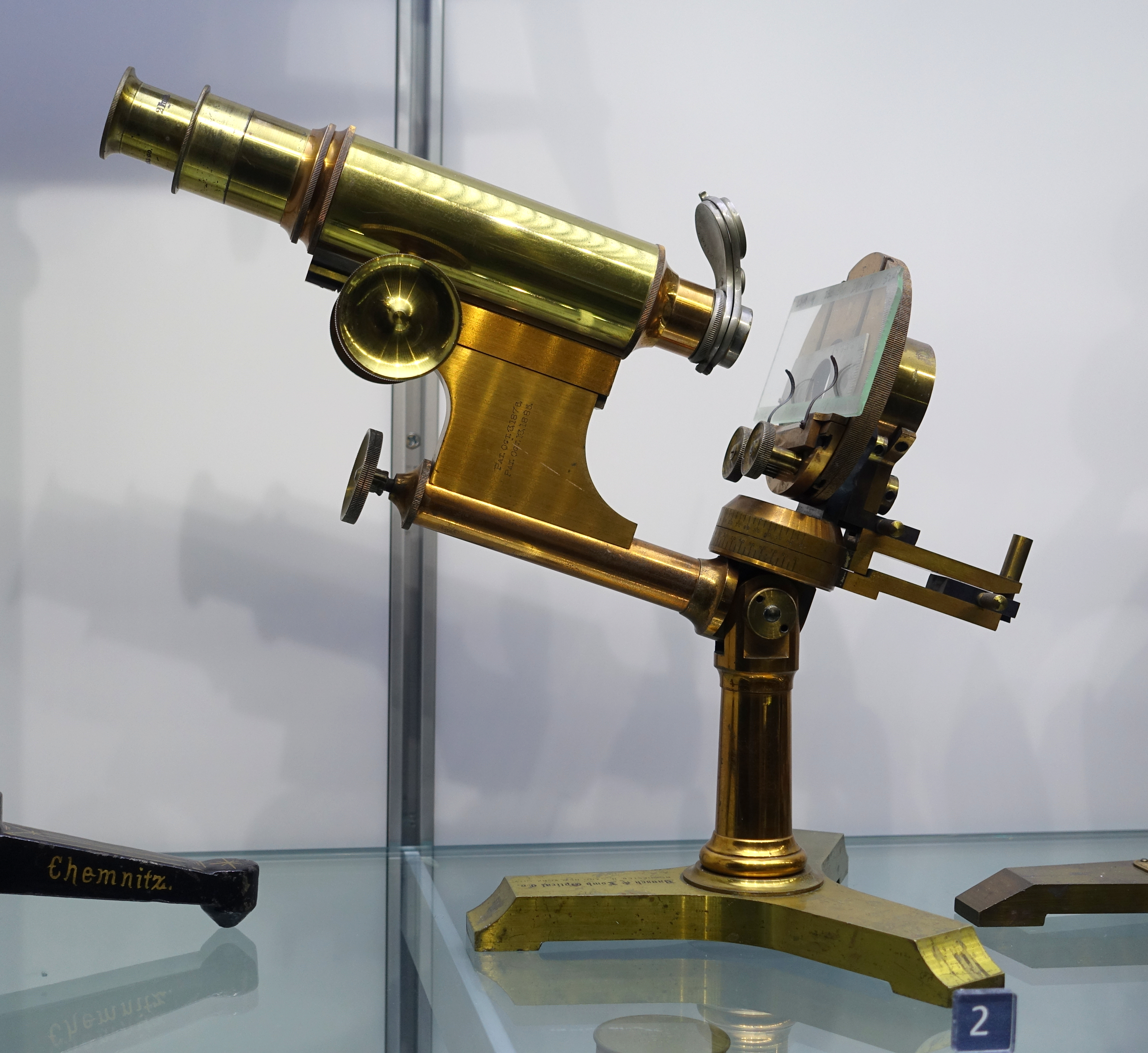
Universal Microscope, Bausch and Lomb, ca. 1890
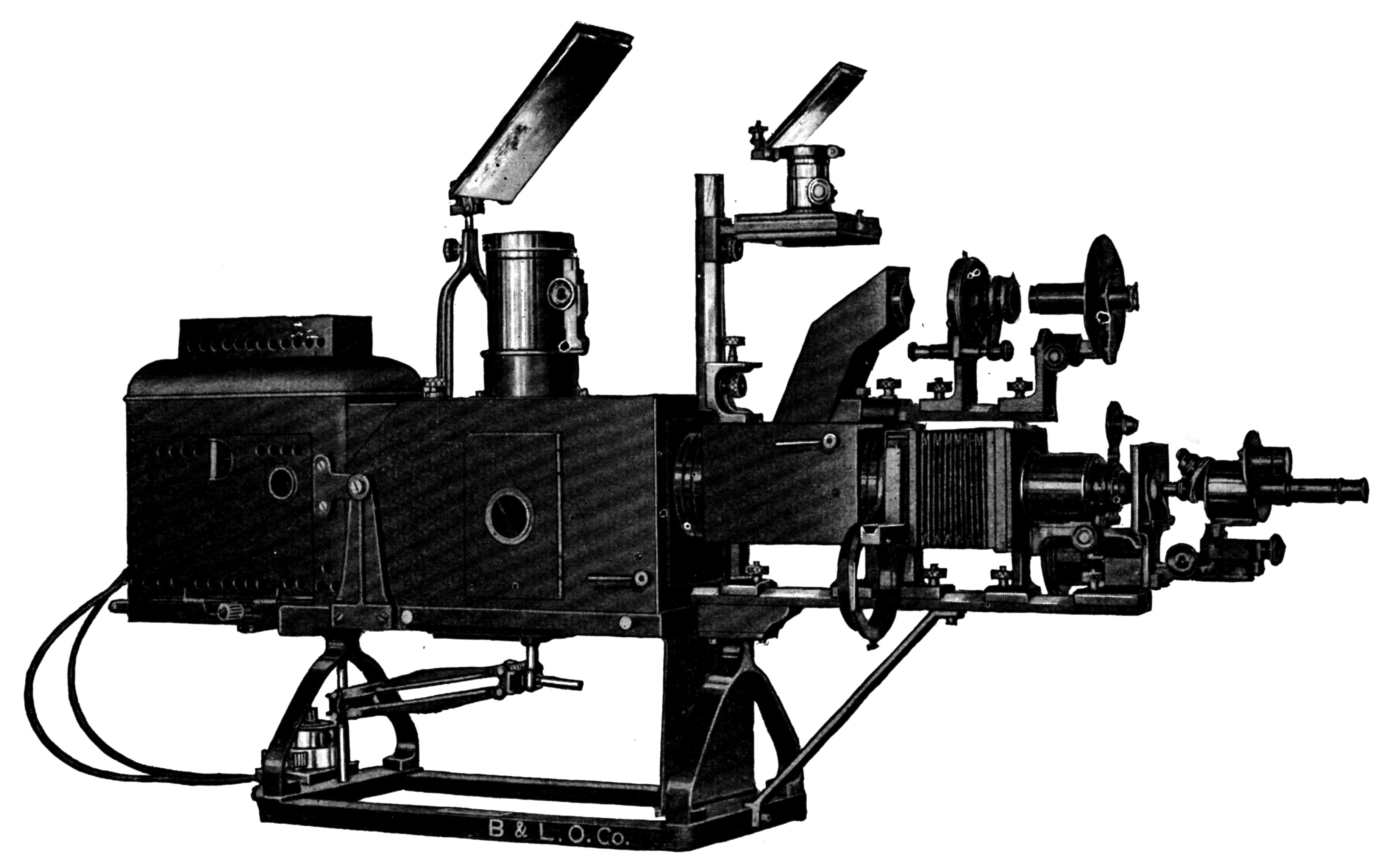
Bausch & Lomb Convertible Balopticon, proiettore, circa 1913

### Espansione
Con la guerra, lo US army ordinò a Bausch & Lomb e grazie al fornitore Saegmuller, di costruire lenti di precisione per misurazioni. Vi fu una joint venture tra i due, alla quale si unì più tardi la Zeiss. Nel 1902, William Bausch, figlio di Bausch, sviluppò un sistema per creare le lenti dallo stampaggio di vetro.
Con lo scoppio della prima e poi della seconda guerra mondiale, l'ottica per scopi militari fu richiesta in maniera considerevole dalle forze armate americane. Fino alla prima guerra mondiale le ottiche erano importate prevalentemente dalla Germania, dalla Zeiss e da altri produttori tedeschi. L'entrata in guerra della Germania dalla parte opposta gli USA causò la necessaria indipendenza di questi dagli altri. Nel 1933, Bausch + Lomb fondarono il Bausch+Lomb Honorary Science Award per studenti meritevoli. Negli anni '30 del XX secolo il 70% della produzione era per scopi militari. Il prodotto più famoso in assoluto fu la linea di occhiali da sole Ray-Ban sviluppati appositamente per i piloti di aerei militari nel 1936.

### Dopo il 1945

vecchio logo

Dopo la guerra si concentrarono sul CinemaScope, per il formato anamorfico cinematografico.
Nel 1965 Bausch & Lomb acquisì il brevetto per le lenti a contatto hydrogel create dallo scienziato ceco Otto Wichterle e Drahoslav Lím. Nel 1971, dopo tre anni di sviluppo, due anni di prove cliniche, ebbe l'approvazione della Food and Drug Administration per la commercializzazione di lenti a contatto in Polihidroxietilmetacrilato (pHEMA) che, in contrasto con i precedenti materiali usati come vetro e Lucite (Polimetilmetacrilato), erano più morbide. Vennero commercializzate a marchio "Soflens".
Negli anni'70 produssero anche strumenti per spettrofotometria come lo Spectronic 20.
Dagli anni'80 iniziò una ristrutturazione che portò a concentrarsi sulle lenti a contatto e cedere altri settori. Nel 1997, iniziò la produzione di strumenti chirurgici. Il marchio Ray-Ban venne ceduto nel 1999 alla Luxottica Group.
I settori attuali dell'azienda sono tre:

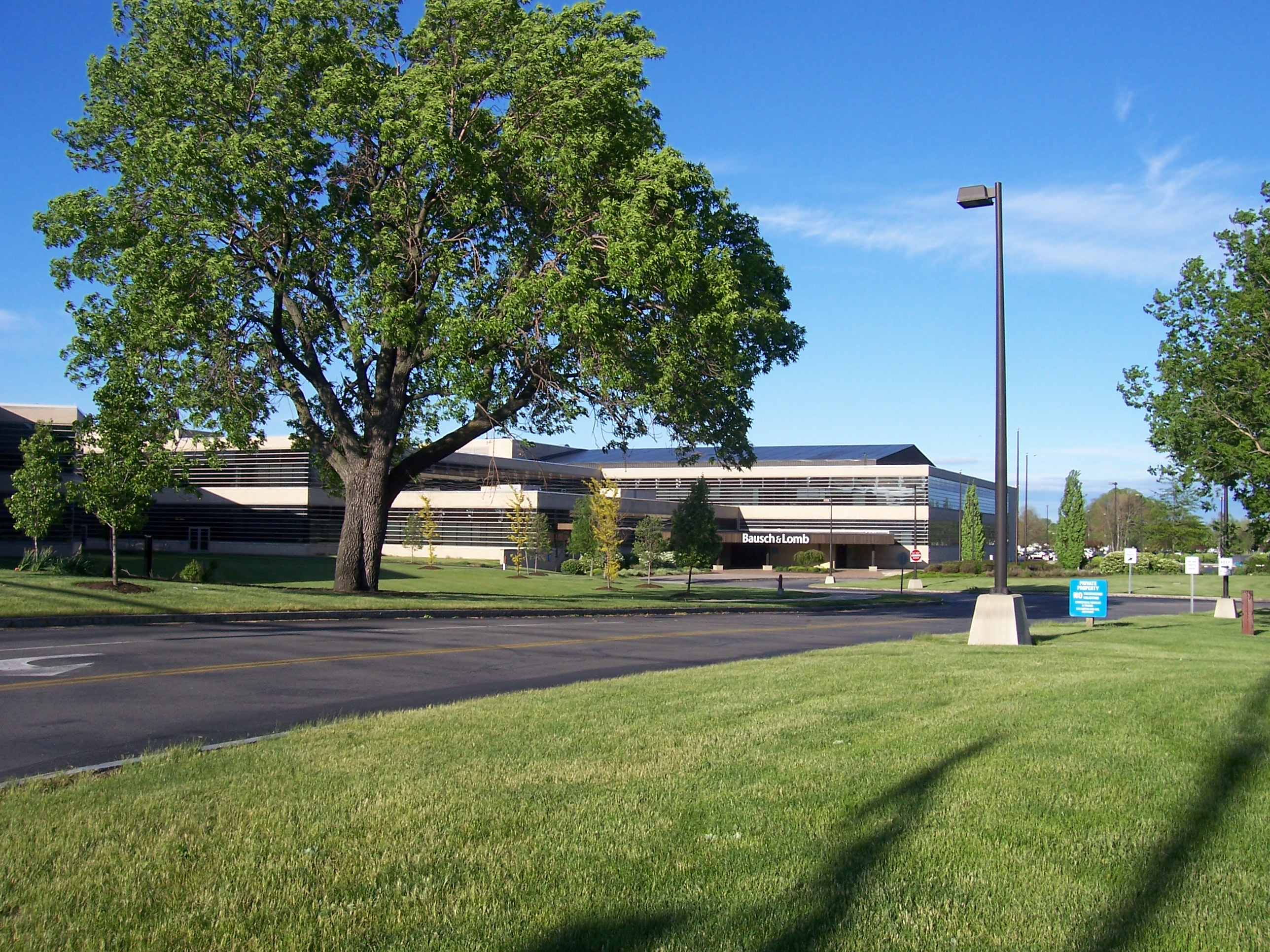
The Global Eye Health Center a Rochester New York

- Vision Care: lenti a contatto e accessori.
- Farmaceutica: per la cura degli occhi.
- Chirurgia: soccorso e impianti.

| Nome                 | Titolo    | Periodo   |
| -------------------- | --------- | --------- |
| Johann Jakob Bausch  | President | 1885-1926 |
| Edward Bausch        | President | 1926-1935 |
| M. Herbert Eisenhart | President | 1935-1950 |
| Joseph F. Taylor     | President | 1951-1954 |
| Carl S. Hallauer     | President | 1954-1959 |
| William W. McQuilkin | President | 1959-1971 |
| Jack D. Harby        | President | 1971-     |
| Daniel G. Schuman    | CEO       | -1981     |
| Daniel E. Gill       | CEO       | 1981-1995 |
| William M. Carpenter | CEO       | 1996-1998 |
| Ron Zarella          | CEO       | 2001-2008 |
| Gerald Ostrov        | CEO       | 2008-2010 |
| Brent Saunders       | CEO       | 2010-2013 |
| Joe Papa             | CEO       | 2016-     |